# Châteauneuf-la-Forêt
Châteauneuf-la-Forêt (en occitano Chasteu Nuòu) es una población y comuna francesa, situada en la región de Lemosín, departamento de Alto Vienne, en el distrito de Limoges y cantón de Châteauneuf-la-Forêt.

## Demografía
| 2101 | 2098 | 2169 | 1984 | 1805 | 1613 | 1633 |
| Para los censos de 1962 a 1999 la población legal corresponde a la población sin duplicidades (Fuente: INSEE [Consultar]) |      |      |      |      |      |      |